# Saint-Amant-de-Boixe
 Saint-Amant-de-Boixe  es una población y comuna francesa, en la región de Poitou-Charentes, departamento de Charente, en el distrito de Angoulême y cantón de Saint-Amant-de-Boixe.

## Demografía
| 869 | 842 | 877 | 891 | 997 | 1125 |
| Para los censos de 1962 a 1999 la población legal corresponde a la población sin duplicidades (Fuente: INSEE [Consultar]) |     |     |     |     |      |